# مشاكلة (رياضيات)
في الرياضيات، المشاكلة أو التشاكل أو التشكلية (بالإنجليزية Morphism) هي تطبيق يحافظ على البنية بين بنتين رياضيتين اثنتين من نفس النوع. يظهر مفهوم المشاكلة في العديد من مجالات الرياضيات المعاصرة. في نظرية المجموعات المشاكلات هي الدوال، وفي الجبر الخطي هي التحويلات الخطية وفي نظرية الزمر هن تشاكلات الزمر وفي الطوبولوجيا هن الدوال المتصلة، وهكذا.